# Jasminum nudiflorum
Jasminum nudiflorum es una especie de arbusto de la familia de las oleáceas. Es originaria del sudeste de Tíbet al centro de China.

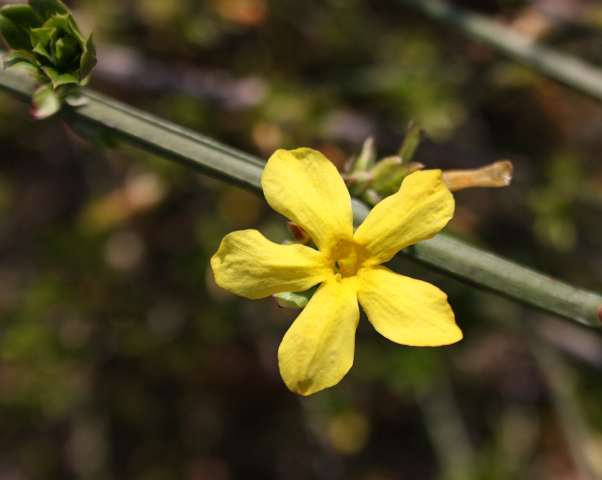
Detalle de la flor

## Descripción
Tiene hojas pinnadas y opuestas de color verde oscuro. Las flores solitarias tienen seis pétalos de color amarillo claro que crecen en las axilas.

## Cultivo
El Jasminum nudiflorum prefiere el sol o la media sombra. Es vivaz. Se puede y debe podar en la primavera después de la floración.

## Taxonomía
Jasminum nudiflorum fue descrita por John Lindley y publicado en Journal of the Horticultural Society of London 1: 153–154. 1846.
Etimología
Ver: Jasminum
nudiflorum: epíteto latino que significa "flores desnudas".
Subespecies
- Jasminum nudiflorum f. nudiflorum
- Jasminum nudiflorum f. pulvinatum (W.W.Sm.) P.S.Green[3][4]